# Liverpool Football Club 2010-2011
Questa voce raccoglie le informazioni riguardanti il Liverpool Football Club nelle competizioni ufficiali della stagione 2010-2011.

## Stagione
Dopo 6 anni Rafa Benítez lascia la panchina, e il club ingaggia al suo posto Roy Hodgson, reduce da un triennio molto positivo sulla panchina del Fulham.

## Maglie e sponsor
| Casa | Trasferta | Terza divisa |

## Organigramma societario
Dal sito internet della società:
Area direttiva
Area organizzativa
Area comunicazione
Area tecnica
- Allenatore: Roy Hodgson (fino al 7/1/2011), Kenny Dalglish (dall'8/1/2011)
- Vice allenatore: Sammy Lee

## Rosa
| N. |                        | Ruolo | Calciatore                |
| -- | ---------------------- | ----- | ------------------------- |
| 1  | Brasile (bandiera)     | P     | Diego Cavalieri           |
| 1  | Australia (bandiera)   | P     | Brad Jones                |
| 2  | Inghilterra (bandiera) | D     | Glen Johnson              |
| 3  | Inghilterra (bandiera) | D     | Paul Konchesky            |
| 4  | Italia (bandiera)      | C     | Alberto Aquilani          |
| 4  | Portogallo (bandiera)  | C     | Raul Meireles             |
| 5  | Danimarca (bandiera)   | D     | Daniel Agger              |
| 6  | Brasile (bandiera)     | D     | Fábio Aurélio             |
| 7  | Uruguay (bandiera)     | A     | Luis Suárez               |
| 8  | Inghilterra (bandiera) | C     | Steven Gerrard (Capitano) |
| 9  | Spagna (bandiera)      | A     | Fernando Torres           |
| 9  | Inghilterra (bandiera) | A     | Andy Carroll              |
| 10 | Inghilterra (bandiera) | C     | Joe Cole                  |
| 12 | Spagna (bandiera)      | A     | Daniel Pacheco            |
| 14 | Serbia (bandiera)      | A     | Milan Jovanović           |
| 16 | Grecia (bandiera)      | D     | Sotirios Kyrgiakos        |
| 17 | Argentina (bandiera)   | C     | Maxi Rodríguez            |
| 18 | Paesi Bassi (bandiera) | A     | Dirk Kuyt                 |
| 19 | Paesi Bassi (bandiera) | A     | Ryan Babel                |
| 20 | Argentina (bandiera)   | C     | Javier Mascherano         |
| 21 | Brasile (bandiera)     | C     | Lucas Leiva               |

| N. |                        | Ruolo | Calciatore                      |
| -- | ---------------------- | ----- | ------------------------------- |
| 22 | Spagna (bandiera)      | D     | Emiliano Insúa                  |
| 22 | Scozia (bandiera)      | D     | Danny Wilson                    |
| 23 | Inghilterra (bandiera) | D     | Jamie Carragher (vice capitano) |
| 24 | Francia (bandiera)     | A     | David N'Gog                     |
| 25 | Spagna (bandiera)      | P     | José Manuel Reina               |
| 26 | Inghilterra (bandiera) | C     | Jay Spearing                    |
| 27 | Svizzera (bandiera)    | D     | Philipp Degen                   |
| 28 | Danimarca (bandiera)   | C     | Christian Poulsen               |
| 29 | Ungheria (bandiera)    | A     | Krisztián Németh                |
| 30 | Francia (bandiera)     | P     | Charles Itandje                 |
| 32 | Inghilterra (bandiera) | D     | Stephen Darby                   |
| 33 | Inghilterra (bandiera) | C     | Jonjo Shelvey                   |
| 34 | Inghilterra (bandiera) | D     | Martin Kelly                    |
| 37 | Slovacchia (bandiera)  | D     | Martin Škrtel                   |
| 38 | Inghilterra (bandiera) | D     | Jonathon Flanagan               |
| 39 | Inghilterra (bandiera) | A     | Nathan Eccleston                |
| 40 | Spagna (bandiera)      | D     | Daniel Sánchez Ayala            |
| 42 | Ungheria (bandiera)    | P     | Péter Gulácsi                   |
| 45 | Inghilterra (bandiera) | C     | Thomas Ince                     |
| 46 | Inghilterra (bandiera) | C     | David Amoo                      |
| 49 | Inghilterra (bandiera) | D     | Jack Robinson                   |

## Calciomercato

### Sessione estiva(dall'1/7 al 31/8)
| Acquisti | Acquisti          | Acquisti      | Acquisti                |
| R.       | Nome              | da            | Modalità                |
| -------- | ----------------- | ------------- | ----------------------- |
| P        | Brad Jones        | Middlesbrough | definitivo (2,7 mln €)  |
| D        | Paul Konchesky    | Fulham        | definitivo (3,5 mln €)  |
| C        | Raul Meireles     | Porto         | definitivo (13,6 mln €) |
| D        | Fábio Aurélio     |               | svincolato              |
| C        | Joe Cole          | Chelsea       | definitivo (0 mln €)    |
| A        | Milan Jovanović   | RFC Liegi     | definitivo (0 mln €)    |
| D        | Danny Wilson      | Rangers       | definitivo (2,3 mln €)  |
| C        | Christian Poulsen | Juventus      | definitivo (5,3 mln €)  |
| C        | Jonjo Shelvey     | Charlton      | definitivo (2 mln €)    |
| C        | Adam Hajdu        | MTK Hungária  | prestito                |

| Cessioni | Cessioni          | Cessioni        | Cessioni                         |
| R.       | Nome              | a               | Modalità                         |
| -------- | ----------------- | --------------- | -------------------------------- |
| P        | Diego Cavalieri   |                 | rescissione                      |
| C        | Albert Riera      | Olympiacos      | definitivo (4,7 mln €)           |
| C        | Yossi Benayoun    | Chelsea         | definitivo (6,5 mln €)           |
| C        | Javier Mascherano | Barcellona      | definitivo (20,43 mln €)         |
| D        | Mikel San José    | Athletic Bilbao | definitivo (3,1 mln €)           |
| C        | Alberto Aquilani  | Juventus        | prestito con diritto di riscatto |
| D        | Emiliano Insúa    | Galatasaray     | prestito                         |
| D        | Philipp Degen     | Stoccarda       | prestito                         |
| D        | Nabil El Zhar     | PAOK            | prestito                         |
| D        | Daniel Ayala      | Hull City       | prestito                         |
| P        | Péter Gulácsi     | Tranmere Rovers | prestito                         |

#### Totale
| Speso       | Incassato   | Passivo     |
| ----------- | ----------- | ----------- |
| 29,64 mln € | 38,55 mln € | 8,912 mln € |

### Sessione invernale(dal 3/1 al 31/1)
| Acquisti | Acquisti            | Acquisti      | Acquisti                 |
| R.       | Nome                | da            | Modalità                 |
| -------- | ------------------- | ------------- | ------------------------ |
| A        | Luis Alberto Suárez | Ajax          | definitivo (27,34 mln €) |
| A        | Andy Carroll        | Newcastle Utd | definitivo (41 mln €)    |
| C        | Conor Thomas        | Coventry City | prestito                 |

| Cessioni | Cessioni        | Cessioni          | Cessioni                 |
| R.       | Nome            | a                 | Modalità                 |
| -------- | --------------- | ----------------- | ------------------------ |
| A        | Ryan Babel      | Hoffenheim        | definitivo (7,1 mln €)   |
| A        | Fernando Torres | Chelsea           | definitivo (59,22 mln €) |
| C        | David Amoo      | MK Dons           | prestito                 |
| D        | Paul Konchesky  | Nottingham Forest | prestito                 |
| P        | Brad Jones      | Derby County      | prestito                 |

#### Totale
| Periodo | Speso       | Incassato    | Passivo     |
| ------- | ----------- | ------------ | ----------- |
| Estate  | 29,64 mln € | 38,55 mln €  | 8,912 mln € |
| Inverno | 68,28 mln € | 66,09 mln €  | 2,19 mln €  |
| Totale  | 97,92 mln € | 104,64 mln € | 6,72 mln €  |

## Risultati

### Premier League

#### Girone di andata
| Arbitro: | Atkinson (Bradford) |

|             |            |                  |
| N'Gog 47’   | Marcatori  | 90’ (aut.) Reina |
| Roy Hodgson | Allenatori | Arsène Wenger    |

| Arbitro: | Dowd (Stoke-on-Trent) |

|                                 |            |             |
| Barry 14’ Tévez 53’, 68’ (rig.) | Marcatori  |             |
| Roberto Mancini                 | Allenatori | Roy Hodgson |

| Arbitro: | Probert |

|             |            |                   |
| Torres 66’  | Marcatori  |                   |
| Roy Hodgson | Allenatori | Roberto Di Matteo |

| Arbitro: | Halsey |

|              |            |             |
| Alex McLeish | Allenatori | Roy Hodgson |

| Arbitro: | Webb (Rotherham) |

|                        |            |                         |
| Berbatov 42’, 59’, 84’ | Marcatori  | 64’, 70’ (rig.) Gerrard |
| Alex Ferguson          | Allenatori | Roy Hodgson             |

| Arbitro: | Attwell |

|                     |            |                      |
| Kuyt 5’ Gerrard 64’ | Marcatori  | 25’ (rig.), 48’ Bent |
| Roy Hodgson         | Allenatori | Steve Bruce          |

| Arbitro: | Jones |

|               |            |                              |
| Kyrgiakos 53’ | Marcatori  | 29’ (rig.) Adam 45+2’ Varney |
| Roy Hodgson   | Allenatori | Ian Holloway                 |

| Arbitro: | Webb (Rotherham) |

|                       |            |             |
| Cahill 34’ Arteta 50’ | Marcatori  |             |
| David Moyes           | Allenatori | Roy Hodgson |

| Arbitro: | Dowd (Stoke-on-Trent) |

|                          |            |                      |
| Kyrgiakos 48’ Torres 53’ | Marcatori  | 50’ (aut.) Carragher |
| Roy Hodgson              | Allenatori | Sam Allardyce        |

| Arbitro: | Atkinson (Bradford) |

|            |            |               |
|            | Marcatori  | 86’ Rodríguez |
| Owen Coyle | Allenatori | Roy Hodgson   |

| Arbitro: | Webb (Rotherham) |

|                 |            |                 |
| Torres 11’, 44’ | Marcatori  |                 |
| Roy Hodgson     | Allenatori | Carlo Ancelotti |

| Arbitro: | Walton |

|                  |            |             |
| Rodallega 52’    | Marcatori  | 7’ Torres   |
| Roberto Martínez | Allenatori | Roy Hodgson |

| Arbitro: | Halsey |

|                      |            |             |
| Fuller 56’ Jones 90’ | Marcatori  |             |
| Tony Pulis           | Allenatori | Roy Hodgson |

| Arbitro: | Probert |

|                                    |            |             |
| Johnson 18’ Kuyt 27’ Rodríguez 38’ | Marcatori  |             |
| Roy Hodgson                        | Allenatori | Avram Grant |

| Arbitro: | Atkinson (Bradford) |

|                                |            |             |
| Škrtel 65’ (aut.) Lennon 90+3’ | Marcatori  | 42’ Škrtel  |
| Harry Redknapp                 | Allenatori | Roy Hodgson |

| Arbitro: | Dowd (Stoke-on-Trent) |

|                                   |            |                 |
| N'Gog 14’ Babel 16’ Rodríguez 55’ | Marcatori  |                 |
| Roy Hodgson                       | Allenatori | Gérard Houllier |

| Arbitro: | Mason (Bolton) |

|                                    |            |             |
| Nolan 15’ Barton 80’ Carroll 90+1’ | Marcatori  | 49’ Kuyt    |
| Alan Pardew                        | Allenatori | Roy Hodgson |

| Arbitro: | Probert |

|                     |            |             |
| Paintsil 52’ (aut.) | Marcatori  |             |
| Kenny Dalglish      | Allenatori | Mark Hughes |

| Arbitro: | Walton (Long Buckby) |

|             |            |               |
|             | Marcatori  | 56’ Ward      |
| Roy Hodgson | Allenatori | Mick McCarthy |

#### Girone di ritorno
| Arbitro: | Marriner |

|                         |            |                    |
| van Persie 90+8’ (rig.) | Marcatori  | 90+12’ (rig.) Kuyt |
| Arsène Wenger           | Allenatori | Kenny Dalglish     |

| Arbitro: | Halsey (Bolton) |

|                           |            |                 |
| Carroll 13’, 35’ Kuyt 34’ | Marcatori  |                 |
| Kenny Dalglish            | Allenatori | Roberto Mancini |

| Arbitro: | Atkinson (Bradford) |

|                              |            |                |
| Brunt 62’ (rig.), 88’ (rig.) | Marcatori  | 50’ Škrtel     |
| Roy Hodgson                  | Allenatori | Kenny Dalglish |

| Arbitro: | Webb (Rotherham) |

|                                          |            |              |
| Rodríguez 7’, 66’, 73’ Kuyt 23’ Cole 86’ | Marcatori  |              |
| Kenny Dalglish                           | Allenatori | Alex McLeish |

| Arbitro: | Dowd (Stoke-on-Trent) |

|                    |            |               |
| Kuyt 34’, 39’, 65’ | Marcatori  | 90’ Hernández |
| Kenny Dalglish     | Allenatori | Alex Ferguson |

| Arbitro: | Friend |

|             |            |                     |
|             | Marcatori  | 34’ Kuyt 77’ Suárez |
| Steve Bruce | Allenatori | Kenny Dalglish      |

| Arbitro: | Oliver (Ashington) |

|                                  |            |                |
| Taylor-Fletcher 12’ Campbell 69’ | Marcatori  | 3’ Torres      |
| Ian Holloway                     | Allenatori | Kenny Dalglish |

| Arbitro: | Dowd (Stoke-on-Trent) |

|                       |            |                         |
| Meireles 29’ Kuyt 68’ | Marcatori  | 46’ Distin 52’ Beckford |
| Kenny Dalglish        | Allenatori | David Moyes             |

| Arbitro: | Marriner |

|                               |            |             |
| Olsson 32’ Mwaruwari 38’, 57’ | Marcatori  | 81’ Gerrard |
| Steve Kean                    | Allenatori | Roy Hodgson |

| Arbitro: | Friend |

|                       |            |            |
| Torres 49’ Cole 90+2’ | Marcatori  | 43’ Davies |
| Roy Hodgson           | Allenatori | Owen Coyle |

| Arbitro: | Marriner |

|                 |            |                |
|                 | Marcatori  | 69’ Meireles   |
| Carlo Ancelotti | Allenatori | Kenny Dalglish |

| Arbitro: | Friend |

|                |            |                  |
| Meireles 24’   | Marcatori  | 65’ Gohouri      |
| Kenny Dalglish | Allenatori | Roberto Martínez |

| Arbitro: | Taylor |

|                         |            |            |
| Meireles 47’ Suárez 79’ | Marcatori  |            |
| Kenny Dalglish          | Allenatori | Tony Pulis |

| Arbitro: | Halsey (Bolton) |

|                              |            |                |
| Parker 22’ Ba 45’ Cole 90+1’ | Marcatori  | 84’ Johnson    |
| Avram Grant                  | Allenatori | Kenny Dalglish |

| Arbitro: | Webb (Rotherham) |

|                |            |                                    |
|                | Marcatori  | 9’ van der Vaart 56’ (rig.) Modric |
| Kenny Dalglish | Allenatori | Harry Redknapp                     |

| Arbitro: | Probert |

|                 |            |                |
| Downing 33’     | Marcatori  |                |
| Gary McAllister | Allenatori | Kenny Dalglish |

| Arbitro: | Walton (Long Buckby) |

|                                          |            |             |
| Rodríguez 10’ Kuyt 59’ (rig.) Suárez 65’ | Marcatori  |             |
| Kenny Dalglish                           | Allenatori | Alan Pardew |

| Arbitro: | Mason (Bolton) |

|                         |            |                                           |
| Dembélé 57’ Sidwell 86’ | Marcatori  | 1’, 7’, 70’ Rodríguez 16’ Kuyt 75’ Suárez |
| Mark Hughes             | Allenatori | Kenny Dalglish                            |

| Arbitro: | Atkinson (Bradford) |

|               |            |                                |
|               | Marcatori  | 36’, 90+1’ Torres 50’ Meireles |
| Mick McCarthy | Allenatori | Kenny Dalglish                 |

### FA Cup
| Arbitro: | Webb (Rotherham) |

|               |            |                |
| Giggs 2’      | Marcatori  |                |
| Alex Ferguson | Allenatori | Kenny Dalglish |

### League Cup
| Arbitro: | Taylor |

|                                  |                      |                                    |
| M. Jovanović 9’ N'Gog 116’       | Marcatori            | 56’ McKay 98’ Jacobs               |
| N'Gog Shelvey D. Agger Eccleston | Tiri di rigore 2 – 4 | Guinan Thornton Davis Jacobs Osman |
| Roy Hodgson                      | Allenatori           | Gary Johnson                       |

### Europa League
| Arbitro: | Damato (Barletta) |

|               |            |                |
|               | Marcatori  | 17’, 58’ N'Gog |
| Zoran Stratev | Allenatori | Roy Hodgson    |

| Arbitro: | Peter Sippel (Monaco di Baviera) |

|                              |            |               |
| N'Gog 22’ Gerrard 40’ (rig.) | Marcatori  |               |
| Roy Hodgson                  | Allenatori | Zoran Stratev |

| Arbitro: | Einwaller (Scheffau am Wilden Kaiser) |

|             |            |             |
| Babel 45+1’ | Marcatori  |             |
| Roy Hodgson | Allenatori | Şenol Güneş |

| Arbitro: | Bebek (Fiume) |

|              |            |                           |
| Gutiérrez 4’ | Marcatori  | 83’ (aut.) Kaçar 88’ Kuyt |
| Şenol Güneş  | Allenatori | Roy Hodgson               |

| Arbitro: | Fernández (Gijón) |

|                                           |            |                 |
| Cole 1’ N'Gog 55’ (rig.), 90+1’ Leiva 81’ | Marcatori  | 13’ Tănase      |
| Roy Hodgson                               | Allenatori | Ilie Dumitrescu |

| Arbitro: | Gomes (Lisbona) |

|                  |            |             |
| Ton du Chatinier | Allenatori | Roy Hodgson |

| Arbitro: | Kinhöfer |

|                 |            |             |
| Walter Mazzarri | Allenatori | Roy Hodgson |

| Arbitro: | Fautrel |

|                              |            |                 |
| Gerrard 76’, 88’ (rig.), 89’ | Marcatori  | 28’ Lavezzi     |
| Roy Hodgson                  | Allenatori | Walter Mazzarri |

| Arbitro: | Yıldırım |

|                |            |                  |
| Bonfim 61’     | Marcatori  | 19’ M. Jovanović |
| Marius Lăcătuș | Allenatori | Roy Hodgson      |

| Arbitro: | Jakobsson (Kópavogur) |

|             |            |                  |
| Roy Hodgson | Allenatori | Ton du Chatinier |

| Arbitro: | Meyer (Burgdorf) |

|          |            |          |
| Chovanec | Allenatori | Dalglish |

| Arbitro: | Mažić (Vrbas) |

|                |            |                |
| Kuyt 86’       | Marcatori  |                |
| Kenny Dalglish | Allenatori | Jozef Chovanec |

| Arbitro: | Gumienny |

|                    |            |                |
| Alan 18’ (rig.)    | Marcatori  |                |
| Domingos Paciência | Allenatori | Kenny Dalglish |

| Arbitro: | Rocchi (Firenze) |

|                |            |                    |
| Kenny Dalglish | Allenatori | Domingos Paciência |

## Statistiche
Statistiche aggiornate al 22 maggio 2011

### Statistiche di squadra
| Competizione        | Punti | In casa | In casa | In casa | In casa | In casa | In casa | In trasferta | In trasferta | In trasferta | In trasferta | In trasferta | In trasferta | Totale | Totale | Totale | Totale | Totale | Totale | DR  |
| Competizione        | Punti | G       | V       | N       | P       | Gf      | Gs      | G            | V            | N            | P            | Gf           | Gs           | G      | V      | N      | P      | Gf     | Gs     | DR  |
| ------------------- | ----- | ------- | ------- | ------- | ------- | ------- | ------- | ------------ | ------------ | ------------ | ------------ | ------------ | ------------ | ------ | ------ | ------ | ------ | ------ | ------ | --- |
| Premier League      | 58    | 19      | 12      | 4       | 3       | 37      | 14      | 19           | 5            | 3            | 11           | 22           | 30           | 38     | 17     | 7      | 14     | 59     | 44     | +15 |
| FA Cup              |       | 0       | 0       | 0       | 0       | 0       | 0       | 1            | 0            | 0            | 1            | 0            | 1            | 1      | 0      | 0      | 1      | 0      | 1      | -1  |
| Football League Cup |       | 1       | 0       | 1       | 0       | 2       | 2       | 0            | 0            | 0            | 0            | 0            | 0            | 1      | 0      | 1      | 0      | 2      | 2      | 0   |
| Europa League       |       | 7       | 5       | 2       | 0       | 11      | 2       | 7            | 2            | 4            | 1            | 5            | 3            | 14     | 7      | 6      | 1      | 16     | 5      | +11 |
| Totale              | -     | 26      | 17      | 6       | 3       | 50      | 18      | 26           | 7            | 7            | 12           | 27           | 33           | 52     | 24     | 13     | 15     | 77     | 51     | +26 |

### Statistiche dei giocatori
| Giocatore      | Premier League | Premier League | Premier League | Premier League | FA Cup   | FA Cup | FA Cup      | FA Cup     | League Cup | League Cup | League Cup  | League Cup | Europa League | Europa League | Europa League | Europa League | Totale   | Totale | Totale      | Totale     |
| Giocatore      | Presenze       | Reti           | Ammonizioni    | Espulsioni     | Presenze | Reti   | Ammonizioni | Espulsioni | Presenze   | Reti       | Ammonizioni | Espulsioni | Presenze      | Reti          | Ammonizioni   | Espulsioni    | Presenze | Reti   | Ammonizioni | Espulsioni |
| -------------- | -------------- | -------------- | -------------- | -------------- | -------- | ------ | ----------- | ---------- | ---------- | ---------- | ----------- | ---------- | ------------- | ------------- | ------------- | ------------- | -------- | ------ | ----------- | ---------- |
| D. Agger       | 16             | 0              | 0              | 0              | 1        | 0      | 0           | 0          | 1          | 0          | 0           | 0          | 3             | 0             | 0             | 0             | 21       | 0      | 0           | 0          |
| D. Amoo        | 0              | 0              | 0              | 0              | 0        | 0      | 0           | 0          | 0          | 0          | 0           | 0          | 1             | 0             | 0             | 0             | 1        | 0      | 0           | 0          |
| A. Aquilani    | 0              | 0              | 0              | 0              | 0        | 0      | 0           | 0          | 0          | 0          | 0           | 0          | 2             | 0             | 0             | 0             | 2        | 0      | 0           | 0          |
| F. Aurélio     | 15             | 0              | 2              | 0              | 1        | 0      | 0           | 0          | 0          | 0          | 0           | 0          | 5             | 0             | 0             | 0             | 21       | 0      | 2           | 0          |
| R. Babel       | 9              | 1              | 0              | 0              | 1        | 0      | 0           | 0          | 1          | 0          | 0           | 0          | 6             | 1             | 0             | 0             | 17       | 2      | 0           | 0          |
| J. Carragher   | 28             | 0              | 4              | 0              | 0        | 0      | 0           | 0          | 0          | 0          | 0           | 0          | 10            | 0             | 1             | 0             | 38       | 0      | 5           | 0          |
| A. Carroll     | 7              | 2              | 1              | 0              | -        | -      | -           | -          | -          | -          | -           | -          | 2             | 0             | 1             | 0             | 9        | 2      | 2           | 0          |
| D. Cavalieri   | 0              | 0              | 0              | 0              | 0        | 0      | 0           | 0          | 0          | 0          | 0           | 0          | 2             | 0             | 0             | 0             | 2        | 0      | 0           | 0          |
| J. Cole        | 20             | 2              | 1              | 1              | 0        | 0      | 0           | 0          | 0          | 0          | 0           | 0          | 12            | 1             | 1             | 0             | 32       | 3      | 2           | 1          |
| L. Dalla Valle | 0              | 0              | 0              | 0              | 0        | 0      | 0           | 0          | 0          | 0          | 0           | 0          | 1             | 0             | 0             | 0             | 1        | 0      | 0           | 0          |
| S. Darby       | 0              | 0              | 0              | 0              | 0        | 0      | 0           | 0          | 0          | 0          | 0           | 0          | 2             | 0             | 0             | 0             | 2        | 0      | 0           | 0          |
| N. Eccleston   | 1              | 0              | 0              | 0              | 0        | 0      | 0           | 0          | 0          | 0          | 0           | 0          | 4             | 0             | 1             | 0             | 5        | 0      | 1           | 0          |
| J. Flanagan    | 7              | 0              | 3              | 0              | 0        | 0      | 0           | 0          | 0          | 0          | 0           | 0          | 0             | 0             | 0             | 0             | 7        | 0      | 3           | 0          |
| S. Gerrard     | 21             | 4              | 2              | 0              | 1        | 0      | 0           | 1          | 0          | 0          | 0           | 0          | 2             | 4             | 0             | 0             | 24       | 8      | 2           | 1          |
| T. Ince        | -              | -              | -              | -              | 0        | 0      | 0           | 0          | 1          | 0          | 0           | 0          | 0             | 0             | 0             | 0             | 1        | 0      | 0           | 0          |
| G. Johnson     | 28             | 2              | 4              | 0              | 0        | 0      | 0           | 0          | 0          | 0          | 0           | 0          | 7             | 0             | 1             | 0             | 35       | 2      | 5           | 0          |
| B. Jones       | 0              | 0              | 0              | 0              | 0        | 0      | 0           | 0          | 1          | -2         | 0           | 0          | 1             | 0             | 0             | 0             | 2        | -2     | 0           | 0          |
| M. Jovanović   | 10             | 0              | 1              | 0              | 0        | 0      | 0           | 0          | 1          | 1          | 0           | 0          | 7             | 1             | 0             | 0             | 18       | 2      | 1           | 0          |
| M. Kelly       | 11             | 0              | 1              | 0              | 1        | 0      | 0           | 0          | 1          | 0          | 0           | 0          | 10            | 0             | 2             | 0             | 23       | 0      | 3           | 0          |
| P. Konchesky   | 15             | 0              | 1              | 0              | 0        | 0      | 0           | 0          | 0          | 0          | 0           | 0          | 3             | 0             | 0             | 0             | 18       | 0      | 1           | 0          |
| D. Kuyt        | 33             | 13             | 3              | 0              | 1        | 0      | 0           | 0          | 0          | 0          | 0           | 0          | 7             | 2             | 0             | 0             | 41       | 15     | 3           | 0          |
| S. Kyrgiakos   | 16             | 2              | 1              | 0              | 0        | 0      | 0           | 0          | 1          | 0          | 0           | 0          | 11            | 0             | 1             | 0             | 28       | 2      | 2           | 0          |
| L. Leiva       | 33             | 0              | 7              | 1              | 1        | 0      | 0           | 0          | 1          | 0          | 0           | 0          | 12            | 1             | 2             | 0             | 47       | 1      | 9           | 1          |
| J. Mascherano  | 1              | 0              | 0              | 0              | -        | -      | -           | -          | -          | -          | -           | -          | 0             | 0             | 0             | 0             | 1        | 0      | 0           | 0          |
| R. Meireles    | 33             | 5              | 5              | 0              | 1        | 0      | 0           | 0          | 0          | 0          | 0           | 0          | 7             | 0             | 2             | 0             | 41       | 5      | 7           | 0          |
| D. N'Gog       | 25             | 2              | 1              | 0              | 1        | 0      | 0           | 0          | 1          | 1          | 0           | 0          | 11            | 5             | 1             | 0             | 38       | 8      | 2           | 0          |
| D. Pacheco     | 1              | 0              | 0              | 0              | 0        | 0      | 0           | 0          | 1          | 0          | 0           | 0          | 5             | 0             | 0             | 0             | 7        | 0      | 0           | 0          |
| C. Poulsen     | 12             | 0              | 1              | 0              | 0        | 0      | 0           | 0          | 0          | 0          | 0           | 0          | 9             | 0             | 2             | 0             | 21       | 0      | 3           | 0          |
| J. Reina       | 38             | -44            | 3              | 0              | 1        | -1     | 0           | 0          | 0          | 0          | 0           | 0          | 11            | -5            | 0             | 0             | 50       | -50    | 3           | 0          |
| J. Robinson    | 2              | 0              | 1              | 0              | 0        | 0      | 0           | 0          | 0          | 0          | 0           | 0          | 0             | 0             | 0             | 0             | 2        | 0      | 1           | 0          |
| M. Rodríguez   | 28             | 10             | 2              | 0              | 1        | 0      | 0           | 0          | 0          | 0          | 0           | 0          | 6             | 0             | 1             | 0             | 35       | 10     | 3           | 0          |
| J. Shelvey     | 15             | 0              | 0              | 0              | 1        | 0      | 0           | 0          | 1          | 0          | 0           | 0          | 4             | 0             | 0             | 0             | 21       | 0      | 0           | 0          |
| M. Škrtel      | 38             | 2              | 7              | 0              | 1        | 0      | 0           | 0          | 0          | 0          | 0           | 0          | 10            | 0             | 2             | 0             | 49       | 2      | 9           | 0          |
| J. Spearing    | 11             | 0              | 0              | 0              | 0        | 0      | 0           | 0          | 0          | 0          | 0           | 0          | 8             | 0             | 0             | 0             | 19       | 0      | 0           | 0          |
| L. Suárez      | 13             | 4              | 2              | 0              | -        | -      | -           | -          | -          | -          | -           | -          | -             | -             | -             | -             | 13       | 4      | 2           | 0          |
| F. Torres      | 23             | 9              | 6              | 0              | 1        | 0      | 0           | 0          | 0          | 0          | 0           | 0          | 2             | 0             | 0             | 0             | 26       | 9      | 6           | 0          |
| D. Wilson      | 2              | 0              | 1              | 0              | 0        | 0      | 0           | 0          | 1          | 0          | 0           | 0          | 5             | 0             | 0             | 0             | 8        | 0      | 1           | 0          |